# Bacanal (Rubens)

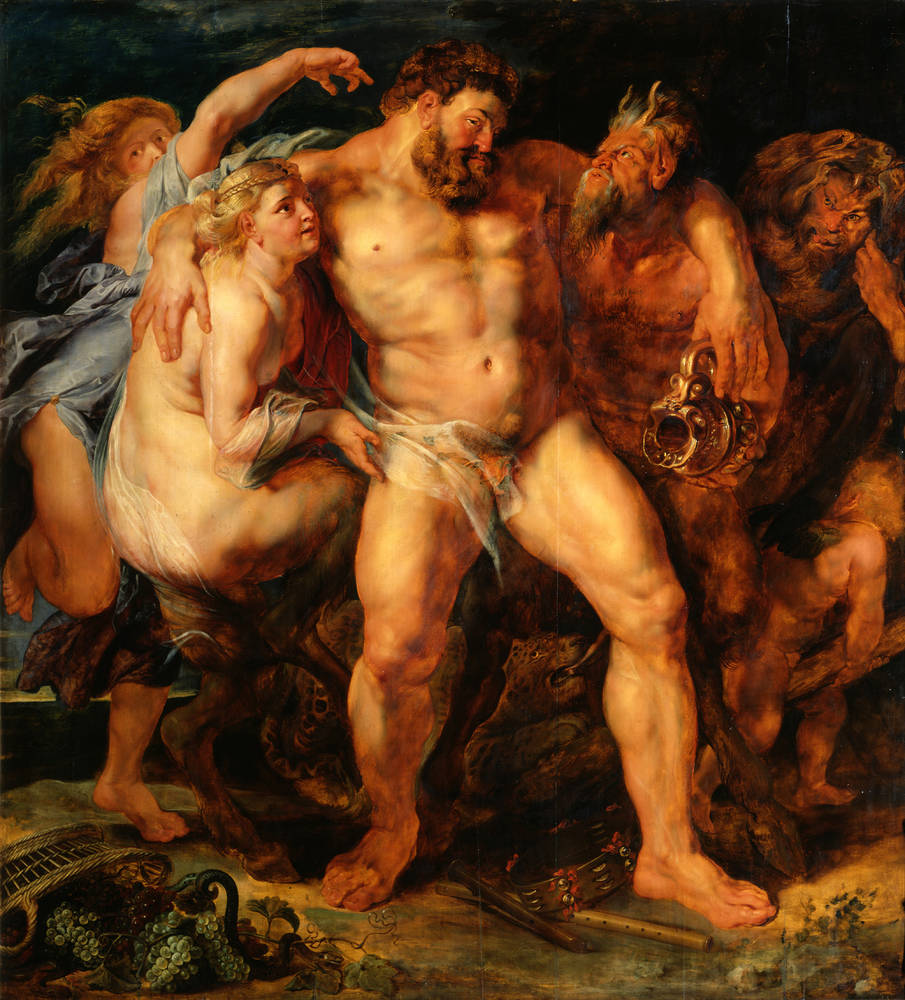
Hércules borracho.

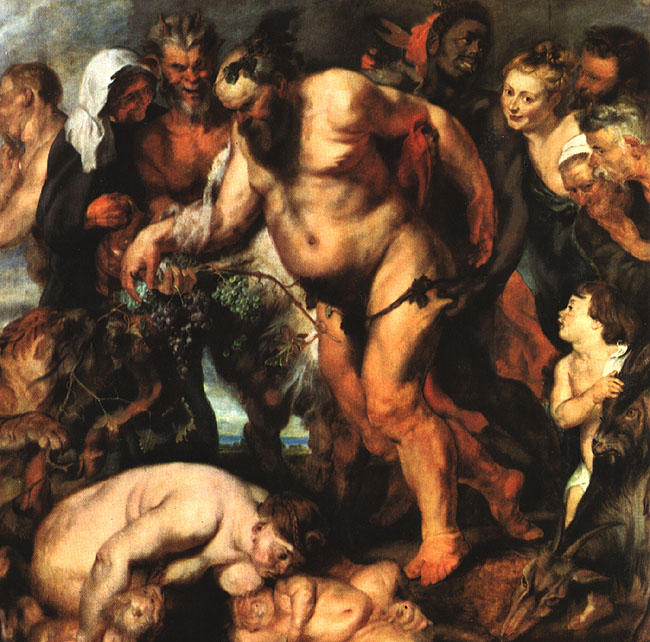
El séquito de Sileno ebrio.

Bacanal es una pintura de 1615 del pintor flamenco Pedro Pablo Rubens.

## Historia
En 1735, la obra estaba en la colección del inglés Lord Robert Walpole (1676-1745) en Houghton Hall. En 1779 se compró para el Hermitage, y en 1930 se trasladó al Museo Pushkin en Moscú.

## Temática y simbolismo
La pintura muestra al viejo Sileno borracho rodeado de sátiros, los acompañantes del dios Baco durante las bacanales. El dios aturdido es sostenido por dos mujeres: una satiresa rubia y una ménade representada como una mujer negra con una pandereta, aludiendo a las regiones lejanas y exóticas por las que el dios pasó, hasta la India. A la derecha, Rubens ha situado otras dos satiresas recostadas, una de espaldas y la otra de frente amamantando a sus pequeños en primer plano, abajo a la derecha. Un tercio del cuadro está dedicado a una vid entrelazando un árbol. Un sátiro barbudo asoma desde detrás de las hojas. Otro, de facciones animalescas, se cuelga divertido de una rama.
Estos grupos dionisíacos fueron muy populares en el siglo XVII procedentes de la antigüedad grecorromana, y se consideraba que personificaban el lado animal de la naturaleza, los instintos y las pasiones humanas. Los espíritus salvajes, habitantes del bosque y adoradores del dios del vino y la fertilidad, formaban parte del séquito de Baco.
Bacanal fue una de las más populares de las varias obras dedicadas a Dionisos por el maestro flamenco barroco. En los años 1612-1618, Rubens pintó Hércules borracho (ahora en la Gemäldegalerie de Dresde), en el que una satiresa y un sátiro sostienen a un Hércules en plena embriaguez. Después de 1614, creó una obra desaparecida que mostraba a un joven Baco sostenido por dos sátiros. Otro ejemplo de tema similar es Sileno ebrio, pintado en 1618, ahora en las colecciones de la Pinacoteca Antigua en Múnich. En el Palazzo Durazzo-Pallavicini de Génova hay un cuadro del mismo título Bacanal, pintado en los años 1612-1614, pero su autoría no está totalmente confirmada y probablemente proviene del taller del maestro.
Las figuras de la composición se tomaron prestadas del arte grecorromano. Una representación idéntica de Hércules borracho aparece en un relieve antiguo y se convirtió en el modelo para obras posteriores. En numerosos sarcófagos con decoración báquica se presentan escenas similares relacionadas con el culto al dios, que por influencias del orfismo se asimilaría con la resurrección. Uno de ellos está en Moscú y era conocido por el maestro que dibujó un estudio de Hércules borracho con fauno (1601-1604) basado en él, ahora en la colección del Hermitage. También otros motivos, incluidos motivos florales, de escenas de monumentos antiguos, y principalmente del relieve de la pared frontal del sarcófago, fueron tomados por Rubens y utilizados en las pinturas, por ejemplo, la figura de Hércules con una jarra se utilizó para la escena que representa a Sileno sirviendo vino. La composición del bajorrelieve también se reprodujo fielmente en la pintura. La única diferencia es el cambio de los personajes presentados: Rubens presentó a Sileno en lugar del calvo Baco, y reemplazó a Ariadna con dos mujeres.